# Elezioni generali in Brasile del 1998
Le elezioni generali in Brasile del 1998 si tennero il 4 ottobre per l'elezione del Presidente e dei membri del Parlamento.

## Risultati
Elezioni presidenziali
| Candidati                     | Partiti                                           | Voti       | %     |
| ----------------------------- | ------------------------------------------------- | ---------- | ----- |
| Fernando Henrique Cardoso     | PSDB - PFL - PPB - PTB - PSD                      | 35 936 382 | 53,06 |
| Luiz Inácio Lula da Silva     | PT - PDT - PSB - PCdoB - PCB                      | 21 475 211 | 31,71 |
| Ciro Gomes                    | Partito Popolare Socialista - PL - PAN            | 7 426 187  | 10,97 |
| Enéas Carneiro                | Partito della Ricostruzione dell'Ordine Nazionale | 1 447 089  | 2,14  |
| Ivan Moacyr da Frota          | Partito della Mobilitazione Nazionale             | 251 336    | 0,37  |
| Alfredo Syrkis                | Partito Verde                                     | 212 983    | 0,31  |
| José Maria de Almeida         | Partito Socialista dei Lavoratori Unificato       | 202 659    | 0,30  |
| João de Deus Barbosa de Jesus | Partito Laburista del Brasile                     | 198 915    | 0,29  |
| José Maria Eymael             | Partito Socialdemocratico Cristiano               | 171 831    | 0,25  |
| Thereza Tinajero Ruiz         | Partito Laburista Nazionale                       | 166 138    | 0,25  |
| Sergio Bueno                  | Partito Sociale Cristiano                         | 124 569    | 0,18  |
| Vasco Azevedo Neto            | Partito della Solidarietà Nazionale               | 109 003    | 0,16  |
| Totale                        | Totale                                            | 67 722 303 | 100   |

Elezioni parlamentari
Camera dei deputati
| Liste                                             | Voti       | %     | Seggi |
| ------------------------------------------------- | ---------- | ----- | ----- |
| Partito della Social Democrazia Brasiliana        | 11 684 900 | 17,54 | 99    |
| Partito del Fronte Liberale                       | 11 526 193 | 17,30 | 105   |
| Partito del Movimento Democratico Brasiliano      | 10 105 609 | 15,17 | 83    |
| Partito dei Lavoratori                            | 8 786 499  | 13,19 | 58    |
| Partito Progressista Brasiliano                   | 7 558 601  | 11,35 | 60    |
| Partito Democratico Laburista                     | 3 776 541  | 5,67  | 25    |
| Partito Laburista Brasiliano                      | 3 768 260  | 5,66  | 31    |
| Partito Socialista Brasiliano                     | 2 273 751  | 3,41  | 19    |
| Partito Liberale                                  | 1 643 881  | 2,47  | 12    |
| Partito Popolare Socialista                       | 872 348    | 1,31  | 3     |
| Partito Comunista del Brasile                     | 869 270    | 1,30  | 7     |
| Partito della Ricostruzione dell'Ordine Nazionale | 592 632    | 0,89  | 1     |
| Partito Social Democratico                        | 503 713    | 0,76  | 3     |
| Partito Sociale Cristiano                         | 446 256    | 0,67  | 3     |
| Partito della Mobilitazione Nazionale             | 360 298    | 0,54  | 2     |
| Partito Verde                                     | 292 691    | 0,44  | –     |
| Partito Repubblicano Progressista                 | 255 509    | 0,38  | –     |
| Partito Laburista del Brasile                     | 216 640    | 0,33  | –     |
| Partito Sociale Laburista                         | 193 562    | 0,29  | 1     |
| Partito Socialista dei Lavoratori Unificato       | 187 675    | 0,28  | –     |
| Partito Social-Liberale                           | 177 037    | 0,27  | 1     |
| Partito Umanista di Solidarietà                   | 136 829    | 0,21  | –     |
| Partito Laburista Nazionale                       | 64 712     | 0,10  | –     |
| Partito dei Pensionati della Nazione              | 62 653     | 0,09  | –     |
| Partito Socialdemocratico Cristiano               | 62 057     | 0,09  | –     |
| Partito della Ricostruzione Nazionale             | 54 641     | 0,08  | –     |
| Partito Rinnovatore Laburista Brasiliano          | 53 778     | 0,08  | –     |
| Partito Comunista Brasiliano                      | 49 620     | 0,07  | –     |
| Partito Generale dei Lavoratori                   | 27 825     | 0,04  | –     |
| Partito della Causa Operaia                       | 8 067      | 0,01  | –     |
| Totale                                            | 66 612 048 | 100   | 513   |

Senato federale
| Liste                                             | Voti       | %     | Seggi |
| ------------------------------------------------- | ---------- | ----- | ----- |
| Partito del Movimento Democratico Brasiliano      | 13 414 074 | 21,69 | 10    |
| Partito dei Lavoratori                            | 11 392 662 | 18,42 | 6     |
| Partito Progressista Brasiliano                   | 9 246 089  | 14,95 | 1     |
| Partito del Fronte Liberale                       | 7 047 853  | 11,40 | 5     |
| Partito della Social Democrazia Brasiliana        | 6 366 681  | 10,30 | 4     |
| Partito Socialista Brasiliano                     | 3 949 025  | 6,39  | 1     |
| Partito Democratico Laburista                     | 3 195 863  | 5,17  | –     |
| Partito Laburista Brasiliano                      | 2 449 479  | 3,96  | –     |
| Partito Popolare Socialista                       | 1 846 897  | 2,99  | –     |
| Partito Comunista del Brasile                     | 559 218    | 0,90  | –     |
| Partito della Ricostruzione dell'Ordine Nazionale | 376 043    | 0,61  | –     |
| Partito Sociale Cristiano                         | 371 873    | 0,60  | –     |
| Partito Socialista dei Lavoratori Unificato       | 371 618    | 0,60  | –     |
| Partito Sociale Laburista                         | 213 643    | 0,35  | –     |
| Partito Verde                                     | 163 425    | 0,26  | –     |
| Partito della Mobilitazione Nazionale             | 144 541    | 0,23  | –     |
| Partito Socialdemocratico Cristiano               | 114 573    | 0,19  | –     |
| Partito Umanista di Solidarietà                   | 110 080    | 0,18  | –     |
| Partito della Ricostruzione Nazionale             | 99 077     | 0,16  | –     |
| Partito Repubblicano Progressista                 | 76 969     | 0,12  | –     |
| Partito Liberale                                  | 71 974     | 0,12  | –     |
| Partito Rinnovatore Laburista Brasiliano          | 67 586     | 0,11  | –     |
| Partito Laburista del Brasile                     | 62 086     | 0,10  | –     |
| Partito dei Pensionati della Nazione              | 43 389     | 0,07  | –     |
| Partito Laburista Nazionale                       | 42 042     | 0,07  | –     |
| Partito Social Democratico                        | 18 647     | 0,03  | –     |
| Partito Social-Liberale                           | 12 870     | 0,02  | –     |
| Partito Generale dei Lavoratori                   | 11 810     | 0,02  | –     |
| Partito della Causa Operaia                       | 274        | 0,00  | –     |
| Totale                                            | 61 840 361 | 100   | 27    |